# Präsidentschaftswahl in Aserbaidschan 2013
Die Präsidentschaftswahl in Aserbaidschan 2013 fand am 9. Oktober statt.

## Wahlverlauf und Kritik

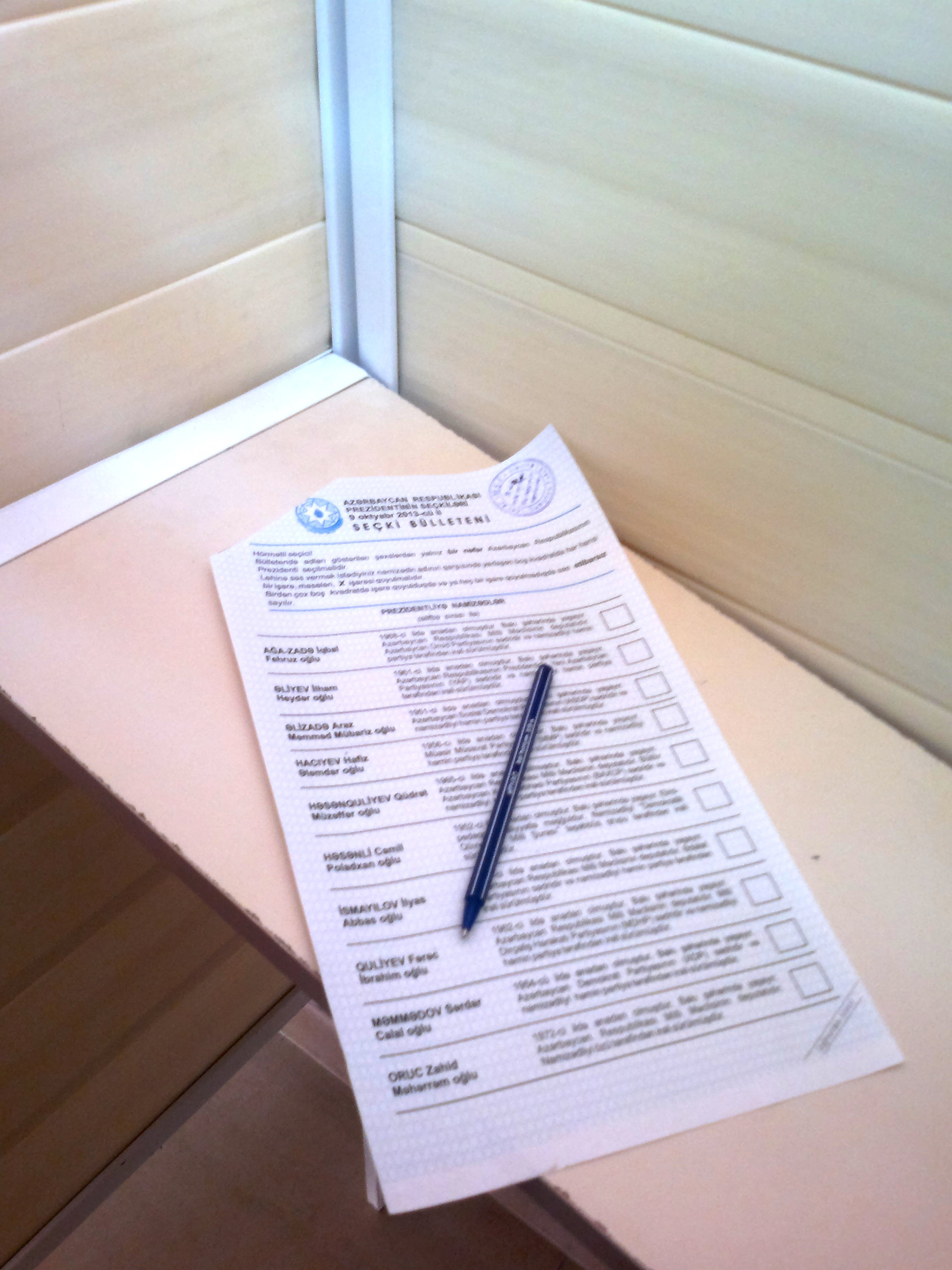
Wahlzettel für die Präsidentschaftswahl 2013

Das offizielle Wahlergebnis wurde bereits vor der Abstimmung von der staatlichen Zentralen Wahlkommission per Mobile App veröffentlicht, dabei erhielt der Amtsinhaber İlham Əliyev eine Mehrheit von 72,38 %. Die Kommission widerrief später dieses Ergebnis und behauptete, dass es das Ergebnis der vorherigen Wahl wäre, welche „versehentlich“ herausgegeben wurde. Diese Behauptung gilt als umstritten, da jenes Ergebnis die Kandidaten der Wahl 2013 enthält, nicht der Wahl 2008, und da die Prozentzahlen von den Ergebnissen der Wahl 2008 abweichen.

## Wahlergebnis

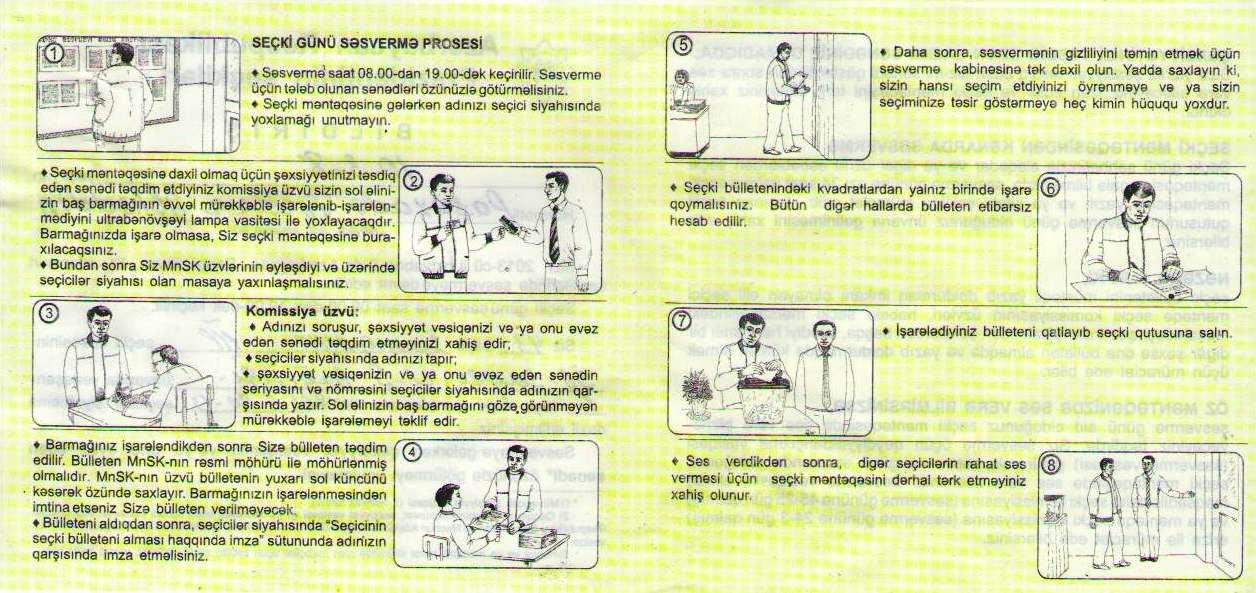
Wahlinformationszettel zur Wahl

Die Wahl gewann nach aserbaidschanischen Angaben der Amtsinhaber İlham Əliyev (Partei Neues Aserbaidschan) mit 84,7 Prozent der Stimmen, während Oppositionskandidat Cəmil Həsənli auf weniger als sechs Prozent kam.
| Kandidaten        | Kandidaten          | Parteien                                    | Stimmen   | %    |
| ----------------- | ------------------- | ------------------------------------------- | --------- | ---- |
|                   | İlham Əliyev        | Partei Neues Aserbaidschan                  | 3.126.113 | 84,5 |
|                   | Cəmil Həsənli       | Nationaler Rat Demokratischer Kräfte        | 204.642   | 5,5  |
|                   | İqbal Ağazadə       | Partei der Hoffnung                         | 88.723    | 2,4  |
|                   | Qüdrət Həsənquliyev | Volksfront Ganz Aserbaidschans              | 73.702    | 2,0  |
|                   | Zahid Oruc          | Parteilos                                   | 53.839    | 1,5  |
|                   | İlyas İsmayılov     | Gerechtigkeitspartei                        | 39.722    | 1,1  |
|                   | Araz Əlizadə        | Sozialdemokratische Partei                  | 32.069    | 0,9  |
|                   | Fərəc Quliyev       | Partei der Nationalen Wiedergeburtsbewegung | 31.926    | 0,9  |
|                   | Hafiz Hacıyev       | Moderne Gleichheitspartei                   | 24.461    | 0,7  |
|                   | Sərdar Cəlaloğlu    | Demokratische Partei                        | 22.773    | 0,6  |
| Gesamt            | Gesamt              | Gesamt                                      | 3.697.970 | 100  |
|                   |                     |                                             |           |      |
| Ungültige Stimmen | Ungültige Stimmen   | Ungültige Stimmen                           | 36.622    | 1,0  |
| Wähler            | Wähler              | Wähler                                      | 3.734.592 | 71,6 |
| Wahlberechtigte   | Wahlberechtigte     | Wahlberechtigte                             | 5.214.787 |      |
|                   |                     |                                             |           |      |
| Quelle: CEC       |                     |                                             |           |      |